# Gunno Dahlstierna
Gunno Dahlstierna, født Eurelius (7. september 1661 i Örs socken, Dalsland – 7. september 1709 i Stralsund) var en svensk landmåler og digter.
Han kendes i eftertiden især for sine hyldestdigte til den svenske enevælde. Hans store værk er en elegi over Karl XI ved navn Kungaskald, hvor han kommer omkring i barokpoesiens forskellige stiludtryk. Hans balladeimitation Giöta Kiämpa-Wisa, der var en burlesk hyldest til Karl XII's sejr ved Narva, var mere populær i samtiden.
Han blev adlet 1702.